# Аджуле
Аджуле е същество обитаващо Северна Африка (Сахара) и Арабския полуостров. То е подобно на куче и е наблюдавано предимно от номадите от племената Туареги. Теодор Монод прави първото описано наблюдение на Аджуле през 1928 г. Смята се че е диво куче или вълк. Някои учени обаче предполагат че е изолирана популация на дивото африканско куче. Тази изолация според тях е довела до промените в характера и външният вид.